# Antonio Marin
Antonio Marin (Zagabria, 9 gennaio 2001) è un calciatore croato, attaccante dell'Olimpia Lubiana.

## Caratteristiche tecniche
Principalmente è un'ala sinistra ma che è in grado di giocare su entrambe le corsie e talvolta anche da trequartista grazie alla sua duttilità. Destro naturale con grandi doti tecniche che gli permettono di calciare con entrambi i piedi, ha nel repertorio una notevole capacità di dribbling abbinata a cambi di direzione repentini. Considerato uno dei talenti più promettenti nel suo ruolo, nel 2018 è stato inserito nella lista dei migliori sessanta calciatori nati nel 2001 stilata dal The Guardian.

## Carriera

### Club

#### Giovanile
Cresciuto nella Dinamo Zagabria il 10 maggio 2018 vince la Blue Stars/FIFA Youth Cup battendo in finale lo Young Boys e viene nominato miglior giocatore del torneo. Il 3 aprile 2019 segna una doppietta al Chelsea ai quarti di finale di UEFA Youth League.
L'anno successivo, sempre in UEFA Youth League nelle file della squadra croata, raggiunge i quarti di finale contro il Benfica.

#### Club
Con i Modri debutta da subentrato il 19 maggio 2018, nella partita casalinga contro l'Inter Zaprešić.
In tre stagioni passate nella squadra zagabrese vanta tre campionati croati vinti.
Il 1º ottobre 2020 viene ingaggiato dal Monza con la formula del prestito con diritto di riscatto che diventa obbligo in caso di promozione in Serie A. Fa il suo esordio il 7 novembre subentrando nella gara casalinga vinta per 2 a 0 contro il Frosinone. 
Nel gennaio 2021, dopo sette presenze tra campionato e coppa, giunge alla risoluzione consensuale con i Brianzoli ritornando così in patria.
Nel febbraio dello stesso anno, pochi giorni dopo dal ritorno a Maksimir, viene girato in prestito alla Lokomotiva Zagabria esordendo con i Lokosi il 6 dello stesso mese nella partita casalinga contro il Rijeka.
Il 18 giugno si accasa in prestito fino a fine stagione tra le file del Sebenico. Debutta con i Narančasti il 16 luglio scendendo da titolare alla prima di campionato persa 3-0 contro l'Osijek. Il 15 agosto mette a referto una doppietta, le prime reti personali con la nuova casacca, nella partita casalinga di campionato vinta 6-2 ai danni del Hrvatski Dragovoljac. Il 18 settembre sigla nuovamente una doppietta, questa volta nella gara casalinga terminata 2-1 contro il Lokomotiva Zagabria.

#### Nazionale
Nel 2017 con la nazionale U-17 ha disputato l'Europeo di categoria dove è andato a segno una sola volta.
L'8 giugno 2022 sigla la sua prima rete con la Croazia U-21 nell'incontro in esterna vinto contro l'Estonia (0-4).

## Statistiche
Statistiche aggiornate al 7 novembre 2024.

### Presenze e reti nei club
| Stagione                  | Squadra                   | Campionato                | Campionato | Campionato | Coppe nazionali | Coppe nazionali | Coppe nazionali | Coppe continentali | Coppe continentali | Coppe continentali | Altre coppe | Altre coppe | Altre coppe | Totale | Totale | Totale |
| Stagione                  | Squadra                   | Comp                      | Pres       | Reti       | Comp            | Pres            | Reti            | Comp               | Pres               | Reti               | Comp        | Pres        | Reti        | Pres   | Reti   |        |
| ------------------------- | ------------------------- | ------------------------- | ---------- | ---------- | --------------- | --------------- | --------------- | ------------------ | ------------------ | ------------------ | ----------- | ----------- | ----------- | ------ | ------ | ------ |
| 2017-2018                 | Dinamo Zagabria           | 1.HNL                     | 1          | 0          | CC              | 0               | 0               | UEL                | 0                  | 0                  | -           | -           | -           | 1      | 0      |        |
| 2018-2019                 | Dinamo Zagabria           | 1.HNL                     | 7          | 0          | CC              | 1               | 0               | UCL+UEL            | 0                  | 0                  | -           | -           | -           | 8      | 0      |        |
| 2019-2020                 | Dinamo Zagabria           | 1.HNL                     | 13         | 1          | CC              | 1               | 0               | UCL                | 0                  | 0                  | SC          | 0           | 0           | 14     | 1      |        |
| 2020-2021                 | Dinamo Zagabria           | 1.HNL                     | 0          | 0          | CC              | 1               | 0               | UCL                | 0                  | 0                  | -           | -           | -           | 1      | 0      |        |
| 2018-2019                 | Dinamo Zagabria II        | 2.HNL                     | 6          | 5          | -               | -               | -               | -                  | -                  | -                  | -           | -           | -           | 6      | 5      |        |
| lug.-ott. 2020            | Dinamo Zagabria II        | 2.HNL                     | 3          | 3          | -               | -               | -               | -                  | -                  | -                  | -           | -           | -           | 3      | 3      |        |
| Totale Dinamo Zagabria II | Totale Dinamo Zagabria II | Totale Dinamo Zagabria II | 9          | 8          |                 | -               | -               |                    | -                  | -                  |             | -           | -           | 9      | 8      |        |
| ott. 2020-gen. 2021       | Monza                     | B                         | 6          | 0          | CI              | 1               | 0               | -                  | -                  | -                  | -           | -           | -           | 7      | 0      |        |
| gen.-giu. 2021            | Lokomotiva Zagabria       | 1.HNL                     | 15         | 0          | CC              | -               | -               | -                  | -                  | -                  | -           | -           | -           | 15     | 0      |        |
| 2021-2022                 | Sebenico                  | 1.HNL                     | 35         | 8          | CC              | 2               | 0               | -                  | -                  | -                  | -           | -           | -           | 37     | 8      |        |
| 2022-gen. 2023            | Dinamo Zagabria           | 1.HNL                     | 5          | 0          | CC              | 1               | 0               | UCL                | 1                  | 0                  | SC          | 0           | 0           | 7      | 0      |        |
| gen.-giu. 2023            | Rijeka                    | 1.HNL                     | 18         | 3          | CC              | -               | -               | -                  | -                  | -                  | -           | -           | -           | 18     | 3      |        |
| 2023-gen. 2024            | Dinamo Zagabria           | 1.HNL                     | 7          | 0          | CC              | 2               | 2               | UCL+UEL+UECL       | 3+1+3              | 1+0+1              | SC          | 1           | 0           | 17     | 4      |        |
| Totale Dinamo Zagabria    | Totale Dinamo Zagabria    | Totale Dinamo Zagabria    | 33         | 1          |                 | 6               | 2               |                    | 8                  | 2                  |             | 1           | 0           | 48     | 5      |        |
| 2023-gen. 2024            | Olimpia Lubiana           | 1.SNL                     | 2          | 0          | CS              | 0               | 0               | -                  | -                  | -                  | -           | -           | -           | 2      | 0      |        |
| 2024-2025                 | Olimpia Lubiana           | 1.SNL                     | 0          | 0          | CS              | 0               | 0               | UECL               | 0                  | 0                  | -           | -           | -           | 0      | 0      |        |
| Totale Olimpia Lubiana    | Totale Olimpia Lubiana    | Totale Olimpia Lubiana    | 2          | 0          |                 | 0               | 0               |                    | 0                  | 0                  |             | -           | -           | 2      | 0      |        |
| Totale carriera           | Totale carriera           | Totale carriera           | 118        | 20         |                 | 10              | 2               |                    | 8                  | 2                  |             | 1           | 0           | 137    | 24     |        |

### Cronologia presenze e reti in nazionale
| Cronologia completa delle presenze e delle reti in nazionale ― Croazia under 21 | Cronologia completa delle presenze e delle reti in nazionale ― Croazia under 21 | Cronologia completa delle presenze e delle reti in nazionale ― Croazia under 21 | Cronologia completa delle presenze e delle reti in nazionale ― Croazia under 21 | Cronologia completa delle presenze e delle reti in nazionale ― Croazia under 21 | Cronologia completa delle presenze e delle reti in nazionale ― Croazia under 21 | Cronologia completa delle presenze e delle reti in nazionale ― Croazia under 21 | Cronologia completa delle presenze e delle reti in nazionale ― Croazia under 21 |
| Data                                                                            | Città                                                                           | In casa                                                                         | Risultato                                                                       | Ospiti                                                                          | Competizione                                                                    | Reti                                                                            | Note                                                                            |
| ------------------------------------------------------------------------------- | ------------------------------------------------------------------------------- | ------------------------------------------------------------------------------- | ------------------------------------------------------------------------------- | ------------------------------------------------------------------------------- | ------------------------------------------------------------------------------- | ------------------------------------------------------------------------------- | ------------------------------------------------------------------------------- |
| 5-9-2019                                                                        | Velika Gorica                                                                   | Croazia under 21                                                                | 3 – 0                                                                           | Emirati Arabi Uniti under 21                                                    | Amichevole                                                                      | -                                                                               | 46’                                                                             |
| 10-9-2019                                                                       | Sebenico                                                                        | Croazia under 21                                                                | 1 – 2                                                                           | Scozia under 21                                                                 | Qual. Europeo Under-21 2021                                                     | -                                                                               | 69’                                                                             |
| 11-10-2019                                                                      | Zalaegerszeg                                                                    | Ungheria under 21                                                               | 1 – 4                                                                           | Croazia under 21                                                                | Amichevole                                                                      | -                                                                               | 46’                                                                             |
| 14-10-2019                                                                      | Serravalle                                                                      | San Marino under 21                                                             | 0 – 7                                                                           | Croazia under 21                                                                | Qual. Europeo Under-21 2021                                                     | -                                                                               | 70’                                                                             |
| 14-11-2019                                                                      | Vilnius                                                                         | Lituania under 21                                                               | 1 – 3                                                                           | Croazia under 21                                                                | Qual. Europeo Under-21 2021                                                     | -                                                                               | 46’                                                                             |
| 2-9-2021                                                                        | Velika Gorica                                                                   | Croazia under 21                                                                | 2 – 0                                                                           | Azerbaigian under 21                                                            | Qual. Europeo Under-21 2023                                                     | -                                                                               | 80’                                                                             |
| 7-9-2021                                                                        | Oulu                                                                            | Finlandia under 21                                                              | 0 – 2                                                                           | Croazia under 21                                                                | Qual. Europeo Under-21 2023                                                     | -                                                                               | 72’                                                                             |
| 8-10-2021                                                                       | Varaždin                                                                        | Croazia under 21                                                                | 3 – 2                                                                           | Norvegia under 21                                                               | Qual. Europeo Under-21 2023                                                     | -                                                                               | 78’                                                                             |
| 12-10-2021                                                                      | Sumqayıt                                                                        | Azerbaigian under 21                                                            | 1 – 5                                                                           | Croazia under 21                                                                | Qual. Europeo Under-21 2023                                                     | -                                                                               | 72’                                                                             |
| 11-11-2021                                                                      | Pola                                                                            | Croazia under 21                                                                | 2 – 0                                                                           | Estonia under 21                                                                | Qual. Europeo Under-21 2023                                                     | -                                                                               | 64’                                                                             |
| 16-11-2021                                                                      | Ried im Innkreis                                                                | Austria under 21                                                                | 1 – 3                                                                           | Croazia under 21                                                                | Qual. Europeo Under-21 2023                                                     | -                                                                               | 90+2’                                                                           |
| 25-3-2022                                                                       | Varaždin                                                                        | Croazia under 21                                                                | 0 – 0                                                                           | Austria under 21                                                                | Qual. Europeo Under-21 2023                                                     | -                                                                               | 50’ 70’                                                                         |
| 29-3-2022                                                                       | Varaždin                                                                        | Croazia under 21                                                                | 2 – 3                                                                           | Finlandia under 21                                                              | Qual. Europeo Under-21 2023                                                     | -                                                                               | 46’                                                                             |
| 3-6-2022                                                                        | Drammen                                                                         | Norvegia under 21                                                               | 3 – 2                                                                           | Croazia under 21                                                                | Qual. Europeo Under-21 2023                                                     | -                                                                               | 61’ 83’                                                                         |
| 8-6-2022                                                                        | Pärnu                                                                           | Estonia under 21                                                                | 0 – 4                                                                           | Croazia under 21                                                                | Qual. Europeo Under-21 2023                                                     | 1                                                                               | 65’                                                                             |
| Totale                                                                          |                                                                                 | Presenze                                                                        | 15                                                                              |                                                                                 | Reti                                                                            | 1                                                                               |                                                                                 |

## Palmarès

### Club

#### Competizioni giovanili
- Blue Stars/FIFA Youth Cup: 1

Dinamo Zagabria: 2018

#### Competizioni nazionali
- Campionato croato: 3

Dinamo Zagabria: 2017-2018, 2018-2019, 2019-2020
- Supercoppa di Croazia: 2

Dinamo Zagabria: 2022, 2023
- Campionato sloveno: 1

Olimpia Lubiana: 2024-2025